# 程玉成
程玉成（1623年2月28日—1646年），字巽生，四川重慶府江津縣人，明末政治人物。

## 生平
崇禎十二年（1639年）己卯科第八名舉人，崇禎十六年（1643年）癸未科進士，兵部觀政。次年授行人。
李自成破京師，授職山西學正，後流寓黔之永寧州，城破，同子和尚自焚死。

## 家族
曾祖程典（沔陽知州）；祖程心德（生員）；父程養憲（生員，辛酉副榜）。